# St. Vitus (Oedt)

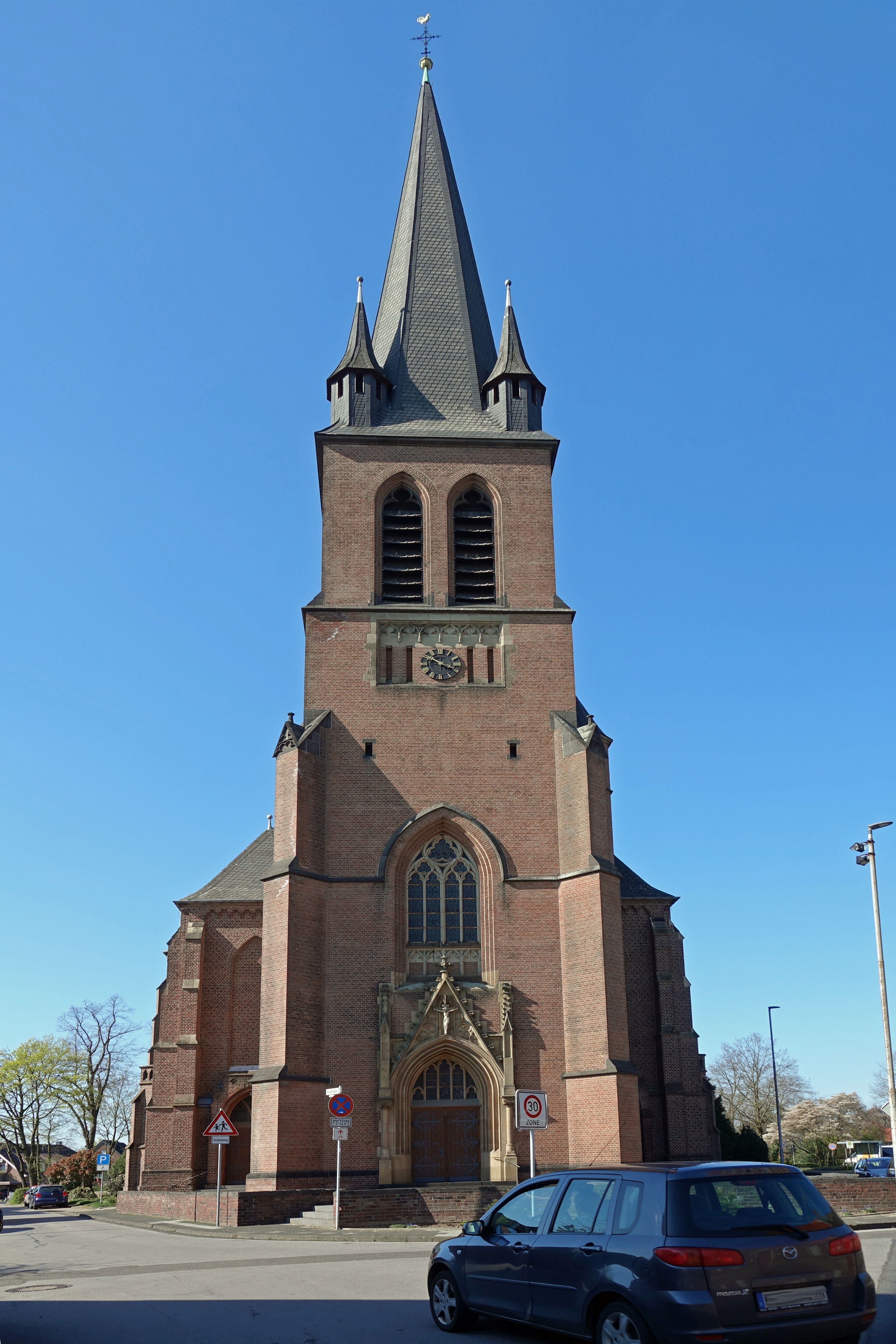
St. Vitus in Oedt

St. Vitus ist eine römisch-katholische Filialkirche in Oedt, einem Ortsteil der Gemeinde Grefrath im Kreis Viersen in Nordrhein-Westfalen.
Die Kirche gehört zur Pfarre St. Benedikt Grefrath im Bistum Aachen, steht unter dem Patronat des hl. Vitus (Gedenktag 15. Juni) und wurde 1901 bis 1903 nach Plänen von Carl Rüdell und  Richard Odenthal, der Turm 1911 nach Plänen von Caspar Clemens Pickel errichtet.

## Geschichte
Oedt gehörte im Ursprung zur Pfarre St. Mariä Geburt Kempen, hatte aber bereits seit mindestens dem 12. Jahrhundert eine eigene Kapelle. Diese Kapelle ließ die Benediktinerabtei Gladbach erbauen, die in Oedt schon im 10. Jahrhundert Besitz hatte. Es handelte sich bei diesem Bau um einen einfachen romanischen Saalbau. Die Abtei Gladbach besaß noch bis zur Aufhebung 1802 das Kollationsrecht. 1308 wird die Kapelle auch im Liber valoris aufgeführt, 1370 wird Oedt bereits als Kirchspiel genannt, jedoch besaß die Kapelle noch nicht alle Pfarrrechte. 1500 hatte die Kapelle Taufrecht, die Eucharistie durfte gefeiert werden und es bestand ein eigener Friedhof. Die Sterbesakramente mussten jedoch von Kempen aus gespendet werden. Endgültig wurde Oedt am 1. März 1804 Pfarre. Zur Pfarre zählte seitdem als Filialgemeinde bis zur Pfarrerhebung 1953 auch das benachbarte Mülhausen.
Im 14. Jahrhundert wurde die romanische Kapelle nach Norden hin erweitert, etwas später ersetzte man die halbrunde Apsis durch einen dreiseitig geschlossenen Chor im gotischen Stil. Aus der Kapelle wurde eine Kirche. 1668 war die Kirche teilweise verfallen, worauf ein neues dreischiffiges Langhaus erbaut worden ist. 1886 wurde die Kirche nach Westen erweitert.
Trotz der Erweiterung wurde die Kirche nur wenige Jahre später wieder zu klein. Daher beauftragte der Kirchenvorstand 1895 die Architektengemeinschaft Carl Rüdell und Richard Odenthal aus Köln mit der Planung einer neuen Pfarrkirche. Nachdem die alte Kirche abgebrochen war, wurde an gleicher Stelle 1901 mit dem Bau begonnen. Die Grundsteinlegung war am 30. September 1901. Nach knapp dreijähriger Bauzeit war die Kirche mit Ausnahme des Turmes fertiggestellt und wurde am 9. August 1903 geweiht. Der Glockenturm wurde 1911 nach Plänen des Düsseldorfer Architekten Caspar Clemens Pickel erbaut. Im Zuge des Zweiten Vatikanischen Konzils wurde der Altarraum 1961 unter der Leitung von Architekt Heinz Dohmen entsprechend der neuen liturgischen Anforderungen umgebaut. Der neue Zelebrationsaltar wurde am 16. Dezember 1961 konsekriert.
Die Pfarre wurde zum 1. Januar 2013 aufgelöst und mit den anderen ebenfalls aufgelösten Pfarreien Grefraths zur neuen Großpfarre St. Benedikt fusioniert. Pfarrkirche wurde St. Laurentius, St. Vitus ist seitdem eine Filialkirche.

## Baubeschreibung
St. Vitus ist eine dreischiffige und dreijochige Hallenkirche aus Backsteinen mit Querschiff und 7/8 Chorschluss im Norden, einem Dachreiter über der Vierung und einem vorgebauten Glockenturm im Süden im Stil der Neugotik. 
Im Turm hängt ein fünfstimmiges Glockengeläut aus Bronze, das mit Ausnahme der größten, historischen Glocke im Jahr 1957 von der Glockengießerei Petit & Gebr. Edelbrock gegossen wurde. Die historische Glocke entstand im Jahr 1506 und wurde von Johann van Venlo und Johann van Straelen gegossen.
| Glocke | Name           | Gewicht ≈ | Durchmesser | Schlagton |
| ------ | -------------- | --------- | ----------- | --------- |
| 1      | Vitusglocke    | 2280 kg   | 1556 mm     | c'+6      |
| 2      | Marienglocke   | 1380 kg   | 1317 mm     | es'±0     |
| 3      | Josefsglocke   | 0950 kg   | 1163 mm     | f'-1      |
| 4      | Michaelsglocke | 0630 kg   | 1022 mm     | g'+1      |
| 5      | Piusglocke     | 0350 kg   | 0845 mm     | b'+1      |

## Ausstattung

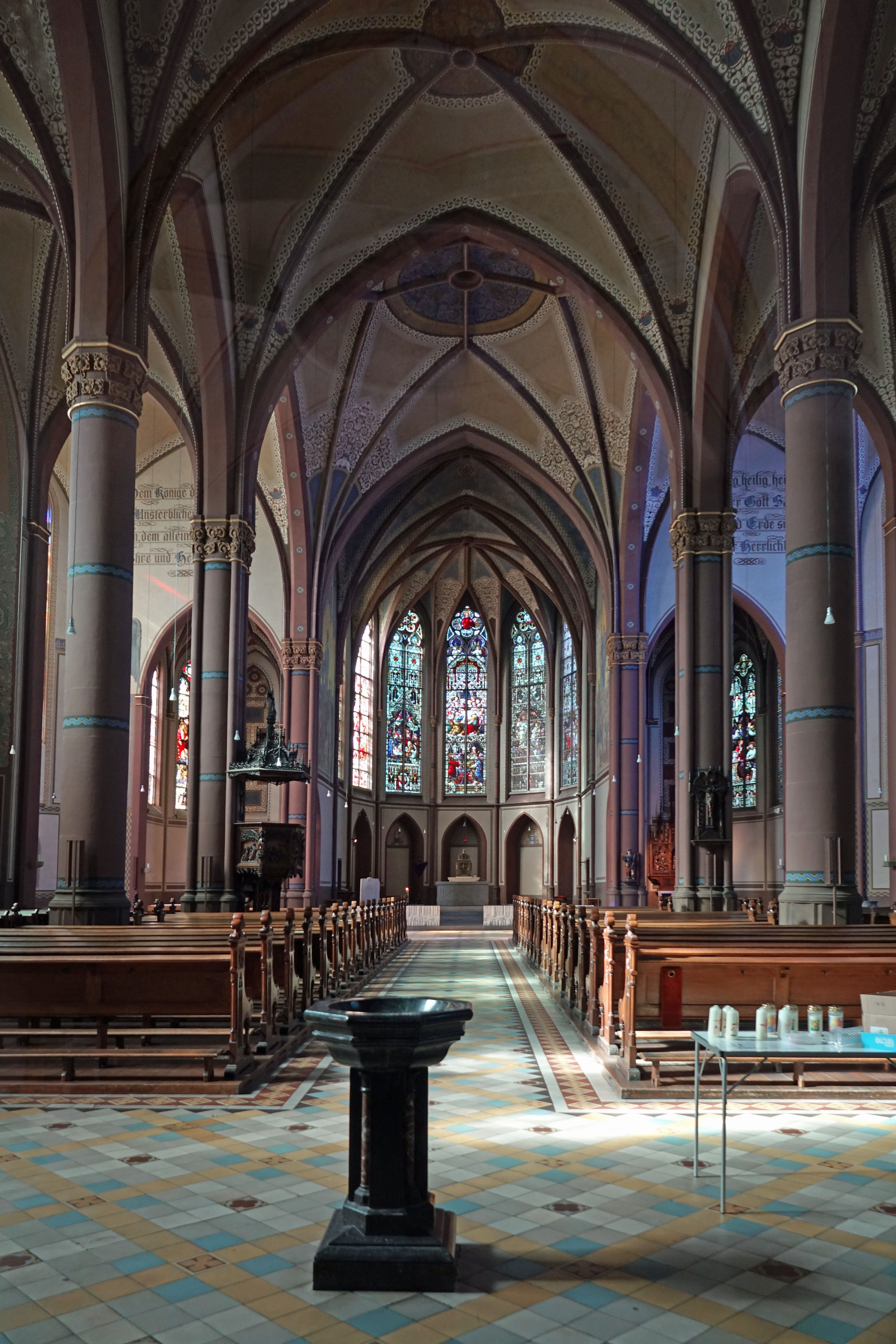
Blick zum Chor

Im Innenraum hat sich ein Großteil der neugotischen bauzeitlichen Ausstattung aus den 1900er Jahren erhalten. Dazu zählen die Ausmalung des Innenraumes, die 1994 bis 1996 restauriert worden ist, die beiden Nebenaltäre, die Kirchenbänke, die reichgeschnitzte Kanzel, die Kreuzwegstationen, die Heiligenfiguren sowie die Buntglasfenster aus dem Jahr 1902 der Glasmalereiwerkstatt Wilhelm Derix. Der bronzene mit Bergkristallen besetzte Tabernakel entwarf der Krefelder Bildhauer Karl-Heinz Trittien 1961, den Altar Heinz Dohmen 1961.
Die Orgel schuf als Opus 574 die Orgelbauwerkstatt Romanus Seifert & Sohn im Jahr 1983. Das Instrument hat 33 Register auf zwei Manualen und Pedal und eine mechanische Traktur.

## Pfarrer
Folgende Priester waren bis zur Auflösung der Pfarre Pfarrer an St. Vitus:
| - –1904 Heinrich Billen - 1904–1908 Clemens Küppers - 1908–1934 Josef Bellen - 1934–1950 Friedrich Decker - 1950–1955 Franz Better | - 1955–1982 Kuno Zipp - 1983–1988 Hermann Josef Gotzen - 1988–1997 Wolfram Weihrauch - 1997–2013 Roland Scheulen |